# اشکفت تنب مش
 اشکفت تنب مش  غار کوچکی (اشکفتی) است در بون «کوه زیر» در جنوب دهستان کوخرد در بخش کوخرد شهرستان بستک و در غرب استان هرمزگان در جنوب ایران.

## نامگذاری
وجه تسمیه این اشکفت (غار) به نام «اشکفت تنب مش» به خاطر این است که اشکفت در پائین تپه (تنب) بلندی که به نام « تنب مش » معروف است قرار دارد.
اشکفت تنب مش «غاری» است به وسعت ۴متر در ۳ متر که در انتهای آن سوراخی درسقف اشکفت است که به مانند دود کش می‌ماند وقتی آتش می‌زنند دود از آن سوراخ به بالا می‌رود.
در بالای اشکفت دوخُمرَه از زمان‌های قدیم درون زمین کار گذارده شده که آب باران در آن جمع می‌شود. 

## راه‌های اشکفت تنب مش
راه اصلی این اشکفت از پشتخه او شیرینو و نرگ او شیرینو شروع می‌شود و از سنگر راه صِنخُوه بالا می‌رود، 
این راه در زمان خیلی قدیم به‌وسیله قافله‌های تجارتی که از بنادر چارک و مغویه کالا می‌آوردند سنگ چین شده‌است وقافله‌های شتر از این راه به کوخرد می‌آمدند که بعداً از کوخرد به مناطق لارستان و شیراز می‌بردند، این راه سر بالاهی زیادی دارد، قسمت‌های سنگ چین زیادی از راه باپیچ وخم منظم مانند زنجیری از بالا به پائین دیده می‌شود ومنظره وجلوه زیبائی دارد.
همچنین راه دیگری نیز به این غار وجود دارد که ازراه صنخوه هموارتر است ولی اندکی دوتر از راه صنخوه، این راه از مرخاو شروع می‌شود و از سربالائی «چُک گروهی مد عبدالرحیمی» بالا می‌رود و در کمر گروهی به برکه عبدالقادر خردجو می‌رسد، مسافران بعد از اندکی استراحت ونوشیدن لبی ازآب خنک و گوارای برکه به مسیر خود ادامه می‌دهند، راه از جلو اشکفت ماوی رو به طرف مغرب می‌رود و بعد از عبور از تپه‌ای نسبتاً بلند به مسافت ۱۰۰۰ متر به تنب مش می‌رسد، این راه هموار بوده ولی در اثر باران وعوارض طبیعی در چند سال اخیر در اثر ریخته شدن سنگ از بالای کوه وسَرگرد نرگ مرخاو قسمتی از راه خراب شده‌است ولی به راحتی می‌توان ازآن عبور نمود.

## ارتفاع غار
غار اشکفت تنب مش تقریباً در ارتفاع ۲۰۰۰ متری کوه جنوب 
کوخرد که به گویش محلی به «کوه زیر» معروف است واقع شده‌است، تنب مش در بالای غار قرار دارد، و تقریباً بلندترین تنبی است که در آن منطقه وجود دارد، وقتی که به گشت ویا به شکار می‌روند یکی از جوانان به بالا تنب می‌رود از آنجا به اطراف کوه و دره‌ها دوربین می‌اندازد و وقتی که مطمئن شدند که کسی یا دزدی در آن منطقه وجود ندارد با خیال راحت در غار می‌خوابند.
جلو غار باز است و در شب چراغهای دهستان کوخرد دقیقاً درپائین کوه به وضوع دیده می‌شود. جاهی است بسیار زیبا مخصوصاً در فصل زمستان وسرماء، جوانان درآنجا به گشت وتفریح می‌روند وشب در آن غار می‌خوابند. 
این غار یکی از تفریحگاهای مردم بخش کوخرد وتوابع است.

## فهرست منابع و مآخذ
- محمدیان، کوخردی، محمد ،  «شهرستان بستک و بخش کوخرد» ، ج۱. چاپ اول، دبی: سال انتشار ۲۰۰۵ میلادی.
- نگاره‌ها از: محمد محمدیان.
- الکوخردی، محمد، بن یوسف، (کُوخِرد حَاضِرَة اِسلامِیةَ عَلی ضِفافِ نَهر مِهران Kookherd, an Islamic District on the bank of Mehran River) الطبعة الثالثة، دبی: سنة ۱۹۹۷ للمیلاد.